# ラーマ9世橋

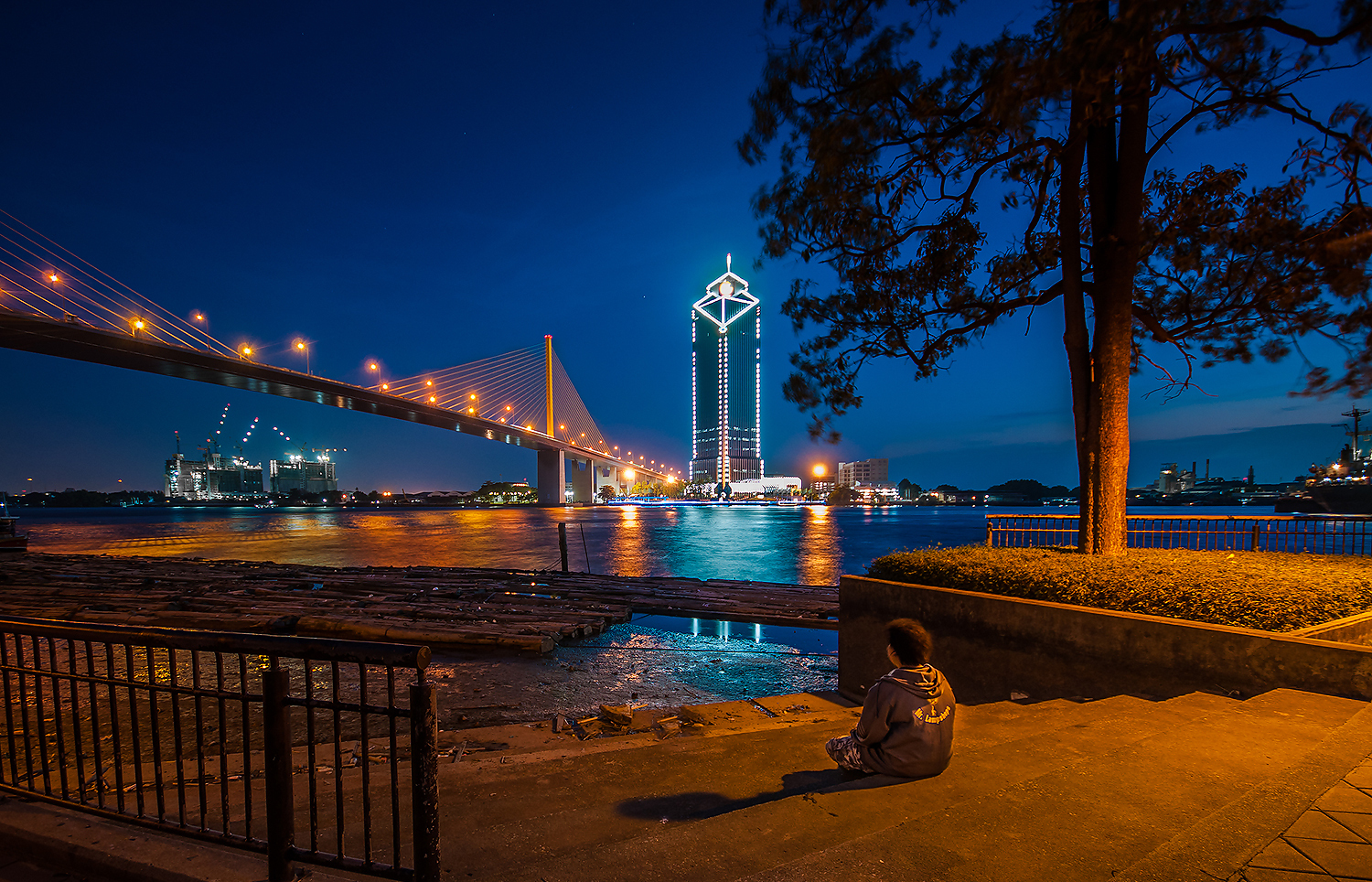
ラーマ9世橋

ラーマ9世橋（ラーマ9せいきょう、タイ語：สะพานพระราม ๙、 RTGS: Saphan Phra Ram Kao, IPA：sā.pʰāːn pʰráʔ rāːm kâːw）は、タイ王国バンコク都ヤーンナーワー区とラートブーラナ区を結ぶ、チャオプラヤ川に架かる橋。チャルームマハナコーン高速道路のタールア・タオカノン区間の一部に含まれる。 
「ラーマ9世橋」の名称は、当時在位していたタイ国王であるラーマ9世（プミポン国王としても知られる）の還暦を記念して命名された。橋の開通日も国王誕生日に合わせられ、100万人が橋の上を歩いた。ラーマ9世橋は同国初の斜張橋であり、1987年の開通当時は斜張橋として世界2位の長さを誇った。
開通当時の配色は主塔を白、ケーブルを黒とするものであったが、2006年に国王を象徴する黄色一色の配色に塗り替えられた。
現在はラーマ9世橋と並行する形で、8車線で主塔を2本もつ新たな斜張橋が建設されている。新橋はラーマ3世・タオカノン・西バンコク外郭環状高速道路建設計画の一部であり、1本の主塔を持つ既存の橋の交通渋滞緩和を目的としている。新橋の正式な開通は2024年初頭が予定されており、ラーマ9世橋はその後に大規模改修工事のため閉鎖される。この改修には安全性向上のためのセンサーシステム導入が盛り込まれている。

## 構造
鋼鉄製の上部構造には、橋、艤装されたマスト、およびケーブルが含まれる。橋の主桁は2つの柱の間に張られており、全長は450mである。主桁は幅33mの台形状を呈する。橋の側面には歩道が設けられている。橋には3m×4.50mの主塔が2本あるが、これにより、ケーブルの張力と重量が塔橋脚に伝わる。ケーブルは直径121mmから167mmであり、小さなワイヤーが多数巻き付けられた構造である。ケーブルは全長が50mのものから223mのものまであり、1500tから3000tの張力を吸収できる。

## 接近高架橋
川の両岸にある緩やかな傾斜の高架橋は、二重のダブルT型ポストテンション・コンクリート構造をしている。各岸に13ある50mの二重スパンは、鋼鉄製の移動型型枠により現場で打設され、十分な航路確保のために地上40mの高さにある。
主任技師のピーター・ハインズによれば、950tの移動型型枠を解放する際、型枠の吸引力で新しいコンクリートが剥離する可能性があったという。その際ハインズは、当時は死荷重のみがかかっている状態であったため、材料がホッグ（途中で盛り上がる）しないよう、最終的に必要な応力の3分の2程度まで応力をかけるよう提案し、この方法は良好な結果を収めた。その後型枠を取り外した後、全応力をかけた。この結果、施工上の大きな問題を克服することができた。